# YarmaK
Oleksandr Yarmak (în ucraineană Олександр Валентинович Ярмак; n. 24 octombrie 1991, Borîspil, Regiunea Kiev, Ucraina) este un muzician ucrainean de hip-hop. Yarmak interpretează cântece atât în limba rusă, cât și în ucraineană. Temele cântecelor sale variază de la umor și dragoste până la nedreptate socială. Yarmak a apărut și în serialul TV Yak hartuvavsya Style (în ucraineană Як гартувався стайл), în sezoanele 1 și 2.

## Biografie și carieră
A studiat la Universitatea Națională de Aviație din Ucraina.

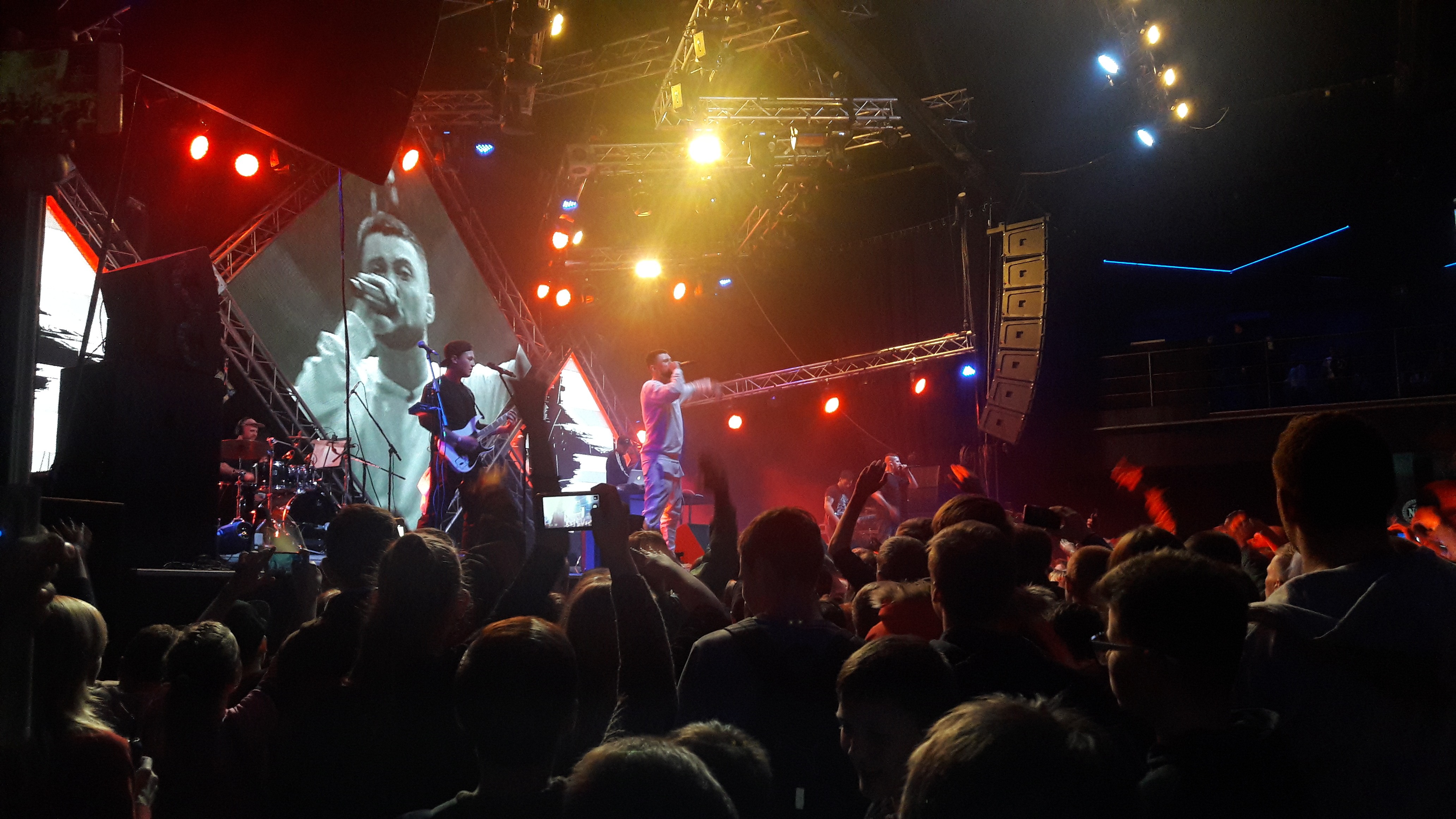

În vara lui 2011, Oleksandr a început să-și publice piesele pe VK (rețea de socializare, asemănătoare cu Facebook), iar mai târziu au fost lansate pe YouTube. În decembrie 2011 a lansat primul său videoclip muzical, care a avut peste 50.000 de vizualizări într-o noapte și un milion de vizualizări în două săptămâni. În 2012, Yarmak a apărut în mai multe videoclipuri muzicale de succes și într-un album de lungă durată. În 2013, muzicianul a susținut protestele în apărarea drepturilor lui Pavlicenco și a scris melodia „Freedom to honest” pe această temă.
Oleksandr a acordat, de asemenea, o atenție considerabilă spectacolelor live, vizitând numeroase orașe din Ucraina.
În 2013, videoclipul piesei „Serdze pazana” a ajuns pe locul 1 în topul vizualizărilor printre toți artiștii vorbitori de limbă rusă de pe YouTube, în plus, portalul „New Rap” a nominalizat videoclipul drept „Video of the Year” (videoclipul anului). Cel de-al doilea album al lui Oleksandr a apărut în același an.
La 26 octombrie 2013, postul TV „NLO” a lansat comedia de 24 de episoade „Yak hartuvavsya Style”, care arată viața și dezvoltarea lui Oleksandr Yarmak. Pe 24 octombrie 2014 a fost lansat cel de-al doilea sezon al serialului.
Yarmak a luat parte la evenimentele de pe Euromaidan și la confruntările de pe strada Hrușevski. În februarie 2014, împreună cu MC TOF (Andriy Tofetski), a lansat un videoclip muzical „22”, care a combinat cu succes versuri patriotice și hip-hop. Pentru acest videoclip, Yarmak a colectat videoclipuri documentare de la evenimentele Euromaidan și le-a editat. Cântecul a câștigat popularitate și a devenit cunoscut pe scară largă.
La 21 martie 2015 a fost prezentat pe rețelele de socializare cel de-al treilea album de studio intitulat „Made in UA”.
La 7 aprilie 2017 a lansat cel de-al patrulea album „Restart”, care includea 16 cântece. În special, prima melodie ucraineană numită „Tvoi sny” a avut succes.
La 11 noiembrie 2017, Yarmak și-a sărbătorit cei cinci ani de activitate, realizând primul mare spectacol într-una dintre cele mai mari arene de concerte din Kiev, STEREOPLAZA.
La 6 decembrie 2018, de Ziua Forțelor Armate ale Ucrainei, Yarmak și cântăreața ucraineană Svitlana Tarabarova⁠(d) au lansat o melodie, „VOIN”, care a fost dedicată armatei ucrainene.
La 22 august 2021, a lansat un videoclip pentru cântecul „Potriben zhyvym”, dedicat legendelor vii ale Ucrainei. În rolurile principale: Serhiy Zhadan, Yevheniy Yanovych, Denys Bihus, Oleksandr Polozhynskyi, Oleh Mykhailyuta (Fahot), Oleksandr Sydorenko (Fozzy), Svitlana Tarabarova, Valerii Markus, Vitaliy Deineha, Maksym Yermokhin și Dehanykhin Beleni și Zhany.
În timpul invaziei Rusiei a Ucrainei din 2022, Yarmak s-a alăturat Forțelor de Apărare Teritorială, care fac parte din Forțele Armate ale Ucrainei.

## Discografie
| Album                                                 | An   | Format | Casă de discuri |
| ----------------------------------------------------- | ---- | ------ | --------------- |
| YaSIutuba (Sunt pe YouTube)                           | 2012 | album  | Yarmak Music    |
| Vtoroi albom (Al doilea album)                        | 2013 | album  | Yarmak Music    |
| Horod Svobody (album Stolnyi hrad, Orașul Libertății) | 2014 | album  | Stolnyi hrad    |
| Made in UA                                            | 2015 | album  |                 |
| Restart                                               | 2017 | album  |                 |
| Red Line                                              | 2020 | album  |                 |